# Zovashen
Zovashen (en arménien Զովաշեն) est une communauté rurale du marz de Kotayk, en Arménie. Elle compte 164 habitants en 2008.